# Grewia microstemma
Grewia microstemma är en malvaväxtart som beskrevs av Nathaniel Wallich. Grewia microstemma ingår i släktet Grewia och familjen malvaväxter. Inga underarter finns listade i Catalogue of Life.